# Foscarnet
Foscarnet o fosfonoformato trisodico esaidrato oppure sale trisodico esaidrato dell'acido fosfonoformico è una molecola dotata di attività antivirale utilizzabile sia per uso topico (ormai abbandonato) che per via sistemica. Il composto è un derivato dell'acido fosfonico ed è un analogo del pirofosfato. In vitro la molecola ha evidenziato attività contro alcuni herpes virus (HSV-1 and HSV-2, Cytomegalovirus), il virus dell'epatite B (HBV) ed il virus dell'immunodeficienza umana (HIV).
In Italia il farmaco è venduto dalla società farmaceutica Clinigen Healthcare Limited con il nome commerciale di Foscavir in flacone da 250 ml di soluzione per infusione contenente 6 g di foscarnet sodico.

## Chimica
Foscarnet sodico appare come una polvere cristallina biancastra contenente 6 equivalenti di acqua di idratazione e formula molecolare Na3CO5P • 6 H2O di peso molecolare pari a 300,1 grammi mole. Foscarnet sodico ha la capacità di chelare gli ioni metallici bivalenti, come il calcio ed il magnesio, per formare composti di coordinazione stabili.

## Farmacodinamica
Foscarnet è un analogo organico del pirofosfato inorganico, dotato di attività antivirale a largo spettro. La molecola inibisce tutti i virus conosciuti del gruppo Herpes, perciò herpes simplex virus tipo 1 e 2, virus varicella-zoster, Epstein-Barr virus e citomegalovirus. Inibisce inoltre anche alcuni retrovirus, compresi quelli che nell'uomo determinano l'immunodeficienza acquisita.

Foscarnet sodico esercita la sua attività antivirale tramite una inibizione selettiva sul sito di legame del pirofosfato della DNA polimerasi virus-specifica già a concentrazioni che non influenzano la DNA polimerasi della cellula ospite.

La molecola non richiede di essere attivata tramite un processo di fosforilazione ad opera della timidina chinasi o altre chinasi e quindi si dimostra attiva in vitro contro Herpes Simplex virus TK mutanti o carenti e citomegolovirus (CMV) UL97 mutanti, mutazioni queste ultime, che rendono i virus resistenti ad altri farmaci antivirali (ad esempio aciclovir e ganciclovir).

Si deve comunque tenere presente che alcuni virus mutanti, resistenti ad acyclovir o ganciclovir a seguito di alterazioni a carico della DNA polimerasi possono risultare resistenti anche a foscarnet sodico e pertanto risultare non rispondenti alla terapia con quest'ultimo principio attivo.

## Farmacocinetica
Dopo somministrazione per via endovenosa foscarnet scompare velocemente dal sangue e dai tessuti molli. Studi sperimentali sul topo hanno messo in evidenza come circa il 30% della dose somministrata tenda ad accumularsi nel tessuto osseo.

Studi in vitro hanno mostrato che foscarnet si lega alle proteine plasmatiche in una percentuale variabile dal 14% al 17%.
Nell'organismo la molecola non subisce processi metabolici. Il farmaco è in grado di oltrepassare la barriera ematoencefalica e di distribuirsi nel liquido cerebro-spinale.
L'emivita terminale di foscarnet è variabile tra le 87,5 ± 41,8 ore, e ciò potrebbe essere in parte spiegabile attraverso il rilascio del farmaco dall'osso.

Foscarnet viene eliminato dall'organismo principalmente attraverso l'emuntorio renale attraverso la filtrazione glomerulare e la secrezione tubulare.

## Tossicologia
Studi sperimentali negli animali di tossicologia generale hanno evidenziato che foscarnet può alterare gli elettroliti sierici, in particolare riducendo i valori di calcio e magnesio, e causare danni renali (atrofia tubulare). Nel cane è stata dimostrata un'aumentata attività degli osteoclasti ed un aumentato riassorbimento osseo.
Foscarnet è dotato di potenziale genotossicità, verosimilmente per l'attività inibitoria esercitata dalla molecola sulla DNA polimerasi, ma privo di potenziale oncogeno.
Studi di teratogenesi e fertilità non hanno evidenziato tossicità in tal senso esercitata dalla molecola.

## Usi clinici
Il farmaco trova impiego nel trattamento della retinite da citomegalovirus in soggetti affetti da AIDS (sindrome di immunodeficienza acquisita).
La molecola viene utilizzata anche come antivirale nel trattamento delle infezioni da herpes virus e particolarmente da herpes simplex virus di tipo 1 e 2 (HSV-1 e HSV-2) ed in quelle da citomegalovirus resistente ad altri farmaci.
Foscarnet può essere utilizzato per il trattamento di pazienti con infezione da HIV, come parte di una terapia di salvataggio.

## Effetti collaterali ed indesiderati
| Tipi di reazioni                        | Comuni (>1/100, <1/10) | Non comuni (>1/1.000, <1/100) | Rare (>1/10.000, <1/1.000)                   | Molto rare (<1/10.000) | Frequenza non nota |
| --------------------------------------- | --- | ----------------------------- | -------------------------------------------- | ---------------------- | ------------------ |
| Disturbi del sangue e sistema linfatico | - Granulocitopenia - Leucopenia - Trombocitopenia                                                                                                |                               | - Neutropenia                                |                        |                    |
| Disturbi renali e del sistema urinario1 | - Disfunzioni renali - Insufficienza renale acuta - Dolore in loggia renale - Poliuria - Disuria                                                 |                               |                                              |                        |                    |
| Disturbi del metabolismo e nutrizione   | - Anoressia - Ipokaliemia - Ipomagnesemia - Iperfosfatemia - Iponatremia - Aumento della fosfatasi alcalina - Aumento della lattato deidrogenasi |                               | - Acidosi                                    |                        |                    |
| Disturbi generali                       | - Astenia - Affaticamento - Brividi - Febbre - Malessere - Edema                                                                                 |                               |                                              |                        |                    |
| Disturbi gastrointestinali              | - Diarrea - Nausea - Vomito - Dolore addominale - Stipsi - Dispepsia                                                                             |                               | - Pancreatite                                |                        |                    |
| Disturbi del sistema nervoso            | - Vertigine - Cefalea - Parestesie - Tremori - Ipoestesia - Convulsioni - Spasmi muscolari - Neuropatia                                          |                               |                                              |                        |                    |
| Disturbi psichiatrici                   | - Aggressività - Ansia - Agitazione psicomotoria - Confusione mentale - Depressione                                                              |                               |                                              |                        |                    |
| Disturbi cutanei e del sottocutaneo     | - Rash cutaneo |                               | - Prurito                                    |                        |                    |
| Esami diagnostici e di laboratorio      | - Incremento della creatinina sierica - Ridotti livelli di emoglobina - Ipocalcemia                                                              |                               | - Alterazioniaspecifiche elettrocardiogramma |                        |                    |

1 Nel corso del trattamento è opportuno mantenere monitorata la clearance della creatinina ed adeguare, in base alle sue variazioni, il dosaggio di foscarnet. È inoltre raccomandata una adeguata somministrazione di acqua, almeno 2,5 litri al giorno per via endovenosa oppure 2-4 litri per os.

## Controindicazioni
Il farmaco è controindicato nei soggetti con ipersensibilità nota al principio attivo oppure ad uno qualsiasi degli eccipienti utilizzati nella formulazione farmaceutica. È inoltre controindicato nelle donne gravide ed in quelle che allattano al seno.

## Gravidanza e allattamento
Studi sperimentali effettuati sui ratti hanno evidenziato che il farmaco non sembra pregiudicare la fertilità e la capacità riproduttiva generale in questa specie.
Altri studi sui ratti e sui conigli sembrano indicare che foscarnet possa causare solo un leggero aumento del numero di anomalie scheletriche rispetto al gruppo di controllo. 
Tuttavia questi studi non sono sufficienti per definire la potenziale teratogenicità nell'essere umano.

La Food and Drug Administration ha inserito foscarnet in classe C per l'uso in gravidanza. In questa classe sono inseriti i farmaci i cui studi riproduttivi sugli animali hanno rilevato effetti dannosi sul feto (teratogenico, letale o altro) oppure quei farmaci per cui non sono disponibili studi controllati sull'uomo e talvolta né sull'uomo né sull'animale.
Allo stato non esistono studi adeguati e ben controllati in donne in gravidanza, ne consegue che l'infusione di foscarnet in gravidanza dovrebbe essere evitata.

Non è noto se foscarnet venga escreto nel latte umano ma studi su animali sembrano indicare che questa evenienza sia possibile, pertanto è bene evitare che il farmaco sia assunto da donne che allattano al seno.

## Interazioni
- Farmaci inibitori della secrezione tubulare (probenecid, trimetoprim): la contemporanea somministrazione di questi farmaci e foscarnet può prolungare l'emivita plasmatica di quest'ultimo.
- Farmaci nefrotossici (gentamicina, amfotericina B, cisplatino, metotrexato, FANS, Ace inibitori, ciclosporina ed altri): la co-somministrazione può comportare un effetto nefrotossico sinergico con quello di foscarnet.
- Zidovudina: la terapia di associazione con foscarnet e zidovudina (conosciuto anche come azidotimidina o AZT) può potenziare la mielotossicità dell'inibitore dell'enzima transcrittasi inversa.
- Ritonavir e saquinavir: la co-somministrazione con queste molecole può comportare un peggioramento della funzionalità renale del paziente.